# Leticia Daneri
Leticia Daneri (* 18. Oktober 1934 in Rosario/Santa Fe) ist eine argentinische Cantautora.

## Leben und Wirken
Daneri schloss ein Studium der Sozialwissenschaften 1968 am Instituto Superior Internacional de Relaciones Públicas mit Auszeichnung ab. Nach dem frühen Tod ihres Ehemanns ging sie in die Schweiz, wo sie als Psychotherapeutin arbeitete und daneben in kleinen Lokalen in Montreux und Lausanne auftrat. 1971 begann sie ihre Laufbahn als professionelle Musikerin. Als Mitglied der Gruppe Música de Buenos Aires wirkte sie an Aufführungen von Ariel Ramírez’ Misa Criolla in Europa mit. In den nächsten Jahren trat sie als Solistin in Frankreich, Deutschland und der Schweiz auf.
1975 kehrte Daneri nach Argentinien zurück und übernahm im Unternehmen ihrer Familie die Stelle der PR-Leiterin, später die Direktion. Daneben verfolgte sie weiter ihre Laufbahn als Musikerin. Sie vervollkommnete 1976 ihre Gesangsausbildung in Buenos Aires und trat 1978 in dem Programm Recital x 3 in Mar del Plata mit Osvaldo Piro und Facundo Cabral auf. 1979 arbeitete sie mit Virgilio Expósito in Punta del Mar und unternahm 12981 eine Konzertreise durch Brasilien.
In der musikalischen Komödie El Diluvio que viene trat sie in Buenos Aires neben José Trelles auf. In dem Programm Poesía, canción 84 sang sie Lieder nach Texten von Beatriz Schaeffer Peña, und 1986 trat sie im Café Mozart in dem Programm De heroínas y cancionistas unter Leitung von Santiago Doria auf. Sie produzierte eine zweimonatliche Fernsehreihe für Canal 5 in Rosario und gründete die Gruppe Escena 75, mit der sie 1987 debütierte.
Am Teatro San Martín sang sie 1987 in der Historia del Vals mit Lito Valle und seinem Orchester. 1989 erschien A vestirse de colores, ein Album mit eigenen Liedern, arrangiert von Oscar Cardozo Ocampo. 1991 unternahm sie eine Tournee durch Uruguay und wurde dort als La Mejor Cantante Femenina ausgezeichnet. 1994 hatte sie Fernsehauftritte in Frankreich, Italien, Spanien und Deutschland. 1998 beging Daneri ihr fünfundzwanzigjähriges Jubiläum als Sängerin am Teatro General San Martin.

## Diskografie
- 1989: "A vestirse de Colores" – MELOPEA DISCOS
- Corazón sin Botones
- Leticia Daneri Canta al Amor
- Canto a Latinoamérica
- Leticia Daneri Canta a Buenos Aires
- 1998: "De Clásicos y otros Amores" – SONY MUSIC ENTERTAINMENT ARGENTINA S.A.
- 2004: "De Tangos Clásicos y otros amores" – COLUMBIA
- 2006: "Volver a Creer" – DISTRIBUIDORA BELGRANO NORTE
- 2009: "En Concierte" (CD + DVD) – DISTRIBUIDORA BELGRANO NORTE
- 2010: "Tangos de Colección" – DISTRIBUIDORA BELGRANO NORTE